# Our Favourite Shop
Our Favourite Shop is het tweede studioalbum van The Style Council, het Britse soul-/jazzcollectief rond zanger/gitrist Paul Weller (ex-frontman van The Jam) en Mick Talbot (voormalig toetsenist van onder meer Dexys Midnight Runners). Het album werd op 8 juni 1985 uitgegeven door Polydor en is het grootste succes in het bijna zevenjarig bestaan van de Style Council. In eigen land was het album goed voor een nr. 1-notering en een gouden status, in Nederland haalde het de elfde plaats. In Amerika werd het door Geffen uitgegeven als Internationalists met een afwijkende hoes en tracklijst.

## Achtergrond
Our Favourite Shop werd opgenomen in de periode december 1984-maart 1985; de nummers, geschreven door Paul Weller en/of Mick Talbot en drummer Steve White, zijn een aanklacht tegen de consumptiemaatschappij en in het bijzonder (de onverschilligheid omtrent) het beleid van de Conservatieven. Daarnaast bewijst Weller in A Man if Great Promise de laatste eer aan Dave Waller, dichter en Jam-collega in een vroege bezetting, die in augustus 1982 aan een overdosis heroïne stierf. Behalve Weller zijn er op het album ook andere leadzangers te horen; binnen de band zijn dat Dee C. Lee en Mick Talbot die het openingsnummer Homebreaker voor zijn rekening neemt. Op de Britse en Canadese persingen rapt rapt komiek Lenny Henry het satirische anti-racismenummer The Stand Up Comic's Instructions.

### Singles
Van Our Favorite Shop zijn geheel volgens contractafspraak drie singles getrokken; Walls Come Tumbling Down! (door sommigen met The Jam vergeleken), Come To Milton Keynes en een nieuwe versie van The Lodgers die zijn schaduw vooruit werpt op het door synthesizers gedomineerde album The Cost of Loving. Buiten het Verenigd Koninkrijk kreeg Boy Who Cried Wolf de voorkeur. Het door Steve White medegeschreven With Everything To Lose werd in 1986 een hit nadat het was bewerkt tot Have You Ever Had It Blue? voor de film Absolute Beginners.

### Heruitgave
Op de cd-heruitgave staan ook de single Shout to the Top, B-kantjes, demo's en afwijkende versies.

## Tracklist
Alle muziek en teksten zijn geschreven door Paul Weller tenzij anders vermeld.
Kant A
1. "Homebreakers" (Mick Talbot, Paul Weller)
2. "All Gone Away"
3. "Come to Milton Keynes"
4. "Internationalists" (Talbot, Weller)
5. "A Stones Throw Away"
6. "The Stand Up Comic's Instructions" *
7. "Boy Who Cried Wolf"

Kant B
1. "A Man of Great Promise"
2. "Down in the Seine"
3. "The Lodgers" (Talbot, Weller)
4. "Luck" (Talbot, Weller)
5. "With Everything to Lose" (Steve White, Weller)
6. "Our Favourite Shop" (Talbot)
7. "Walls Come Tumbling Down!"

"Shout to the Top!" ("Vision Quest" Version) is de bonustrack op latere cd-uitgaven. 